# Isabella Abbott
Isabella Aiona Abbott (née le 20 juin 1919 et décédée le 28 octobre 2010) est une éducatrice, phycologue et ethnobotaniste d'Hawaï. Première femme hawaïenne à recevoir un doctorat en sciences, elle est devenue une experte de premier plan sur les algues marines du Pacifique.

## Jeunesse
Abbott est née Isabella Kauakea Yau Yung Aiona à Hana sur le territoire d'Hawaï, le 20 juin 1919. Son nom hawaïen signifie « pluie blanche de Hana » et elle est connue sous le nom de « Izzy ». Son père était d'origine chinoise tandis que sa mère était originaire d'Hawaï. Sa mère lui apprend les algues comestibles d'Hawaï (en) ainsi que la valeur et la diversité des plantes indigènes d'Hawaï. Elle est la seule fille et la deuxième plus jeune d'une famille de huit frères et sœurs.
Elle grandit à Honolulu près de Waikiki et est diplômée des écoles Kamehameha (en) en 1937,. Elle obtient son diplôme de premier cycle en botanique à l'université d'Hawaï à Mānoa en 1941, une maîtrise en botanique de l'université du Michigan en 1942, et un Doctorat en botanique de l'université de Californie à Berkeley en 1950,. Elle épousd le zoologiste Donald Putnam Abbott, un camarade de classe à l'Université de Hawaï ainsi qu'à Berkeley. Le couple s'installe à Pacific Grove, en Californie, où son mari enseigne à la Hopkins Marine Station (en) gérée par l'université Stanford. Puisqu'à cette époque les femmes sont rarement considérées pour les postes universitaires, elle passe du temps à élever sa fille Annie Abbott Foerster, tout en étudiant les algues de la côte californienne. Elle adapte des recettes pour utiliser le varech local (Nereocystis) dans des aliments tels que des gâteaux et des cornichons.

## Carrière
En 1966, elle devient associée de recherche et enseigne comme chargée de cours à Hopkins. Elle compile un livre sur les algues marines de la péninsule de Monterey, qui est ensuite étendu à toute la côte californienne. Elle reçoit le prix Darbaker (en) de la Société américaine de botanique en 1969. En 1972, l'université Stanford l'a promue directement au rang de professeur titulaire de biologie, où elle est la première femme et la première personne de couleur à occuper ce poste.
En 1982, Abbotts prend sa retraite et retourne à Hawaï, où elle est embauchée par l'Université d'Hawaï pour enseigner l'ethnobotanique, l'interaction des humains et des plantes.
Elle est l'auteure de huit livres et de plus de 150 publications. Elle est considérée comme la plus grande experte mondiale en matière d'algues hawaïennes, connues dans la langue hawaïenne sous le nom de limu (en). On lui attribue la découverte de plus de 200 espèces, dont plusieurs portent son nom, notamment le genre Abbottella de la famille des Rhodomelaceae (algues rouges). Cela lui a valu le surnom de « Première Dame de Limu ».
En 1993, elle reçoit la médaille Charles Reed Bishop et en 1997, la médaille Gilbert Morgan Smith (en) de l'Académie nationale des sciences,.
Elle est professeure de botanique G.P. Wilder de 1980 jusqu'à sa retraite en 1982, lorsqu'elle et son mari s'installent à Hawaï où elle poursuit ses recherches en tant que professeur émérite de botanique à l'Université d'Hawaï. Elle siège alors au conseil d'administration du musée Bishop. En novembre 1997, elle co-écrit un essai dans le Honolulu Star-Bulletin critiquant les administrateurs des écoles Kamehameha, ce qui conduit à sa réorganisation,. En 1988, elle est élue membre de l'Association américaine pour l'avancement des sciences.
En 2005, elle est nommée trésor vivant d'Hawaï (en) par la mission Honpa Hongwanji d'Hawaï (en),.
Elle est considérée comme la plus grande autorité en matière d'algues du bassin de l'océan Pacifique et, en 2008, elle reçoit un prix pour l'ensemble de sa carrière du ministère des Terres et des Ressources naturelles d'Hawaï (en) pour ses études sur les récifs coralliens.
Le Conseil des régents de l'Université d'Hawaï vote à l'unanimité pour renommer le bâtiment des sciences de la vie en l'honneur d'Abbott en 2023,.

## Décès
Isabella Kauakea Aiona Abbott est décédée le 28 octobre 2010 à l'âge de 91 ans à son domicile d'Honolulu. La famille survivante d'Abbott comprend sa fille Annie Abbott Foerster et une petite-fille, toutes deux résidant à Hawaï.
Pour préserver l'héritage et la carrière d'Abbott en tant que botaniste, l'université d'Hawaï crée une bourse pour soutenir la recherche supérieure en ethnobotanique et en botanique marine hawaïennes.

## Travaux
- (en) Isabella A. Abbott, Brackish-Water Algae from the Hawaiian Islands, Pacific Science, 1947
- (en) Isabella A. Abbott, On Schimmelmannia from California and Japan, 1961
- (en) Gilbert Morgan Smith, George J. Hollenberg et Isabella A. Abbott, Marine Algae of the Monterey Peninsula, California, Stanford University Press, 1969 (ISBN 978-0-804740197, lire en ligne)
- (en) Isabella A. Abbott, Yamadaella, a new genus in the Nemaliales (Rhodophyta), Phycologia, 1970
- (en) Isabella A. Abbott et Munenao Kurogi, Contributions to the systematics of Benthic Marine Algae of the North Pacific: Proceedings of a seminar on the contributions of culture, laboratory, field and life history studies to the systematics of benthic marine algae of the Pacific ; Japan–U.S. cooperative science program, August 13–16, 1971, Sapporo, Japanese Society of Psychology, 1972
- (en) Isabella Aiona Abbott et Eleanor Horswill Williamson, Limu: an ethnobotanical study of some edible Hawaiian seaweeds, Pacific Tropical Botanical Garden, 1974
- (en) Isabella A. Abbott et George J. Hollenberg, Marine Algae of California, Stanford University Press, 1976 (ISBN 978-0-8047-2152-3, lire en ligne)
- (en) Elmer Yale Dawson, Isabella Aiona Abbott et 1978, How to know the seaweeds, W. C. Brown Company (ISBN 978-0-697-04892-9, lire en ligne)
- (en) Isabella A. Abbott, Michael S. Foster et Louise F. Eklund, Pacific seaweed aquaculture, Proceedings of a symposium on useful algae, 6 à 8 mars 1980
- (en) Isabella Aiona Abbott, A taxonomic and nomenclatural assessment of the species of Liagora (Rhodophyta, Nemaliales) in the herbarium of Lamouroux, 1990
- (en) Isabella Aiona Abbott, Lā'au Hawaiʻi: traditional Hawaiian uses of plants, Bernice Pauahi Bishop Museum Press, mars 1992 (ISBN 978-0-930897-62-8, lire en ligne)
- (en) Isabella A. Abbott, Taxonomy of Economic Seaweeds With reference to some Pacific species, California Sea Grant College Program, 1995
- (en) Isabella A. Abbott, New Species and Notes on Marine Algae from Hawaiʻi, University of Hawaiʻi Press, avril 1996
- (en) Isabella A. Abbott, Ethnobotany of seaweeds: clues to uses of seaweeds, Kluwer Academic Publishers, juillet 1996
- (en) Alan J.K. Millar et Isabella A. Abbott, The new genus and species Ossiella pacifica (Griffithsieae, Rhodophyta) from Hawaii and Norfolk Island, Pacific Ocean, Journal of Phycology, 1997
- (en) G.T. Kraft et Isabella A. Abbott, Platoma ardreanum (Schizymeniaeae, Gigartinales) and Halymenia chiangiana (Halymeniaceae, Halymeniales), two new species of proliferous, foliose red algae from the Hawaiian Islands, 1997
- (en) Isabella Aiona Abbott, Some new species and new combinations of marine red algae from the central Pacific, Phycological Research, 1998
- (en) Isabella Aiona Abbott, Marine red algae of the Hawaiian Islands, Bernice Pauahi Bishop Museum Press, 1999 (ISBN 978-1-58178-003-1, lire en ligne)
- (en) Isabella Aiona Abbott et John Marinus Huisman, Marine green and brown algae of the Hawaiian Islands, Bernice Pauahi Bishop Museum Press, avril 2004 (ISBN 978-1-58178-030-7, lire en ligne)
- (en) Isabella A. Abbott et John Marinus Huisman, Studies in the Liagoraceae (Nemaliales, Rhodophyta) I. The genus Trichogloea, Phycological Research, juin 2005
- (en) M.S. Kim et I.A. Abbott, Taxonomic notes on Hawaiian Polysiphonia, with transfer to Neosiphonia (Rhodomelaceae, Rhodophyta), Phycological Research, mars 2006
- (en) Isabella A. Abbott et David L. Ballantine, Ganonema vermiculare sp nov (Liagoraceae, Rhodophyta), a new species from Puerto Rico, Caribbean Sea, Botanica Marina, mars 2006
- (en) C.F. Gurgel, R. Terada, I.A. Abbott et al., Towards a global phylogeography of Gracilaria salicornia (gracilariaceae, rhodophyta), an invasive species in Hawaii, based on chloroplast and mitochondrial markers, Journal of Phycology, avril 2006
- (en) Isabella Aiona Abbott, Roger R. B. Leakey et Craig R. Elevitch, Traditional trees of Pacific Islands: their culture, environment, and use, Permanent Agriculture Resources, juin 2006 (ISBN 978-0-9702544-5-0, lire en ligne)
- (en) Isabella Aiona Abbott, John Marinus Huisman et Celia M. Smith, Hawaiian Reef Plants., Honolulu, University of Hawaiʻi Sea Grant College Program, 2007 (lire en ligne)
- (en) Roy T. Tsuda, Isabella A. Abbott, Peter S. Vroom et al., Additional marine benthic algae from Howland and Baker Islands, central Pacific, Pacific Science, avril 2008
- (en) Roy T. Tsuda, Isabella A. Abbott, Peter S. Vroom et al., Marine Benthic Algae of Johnston Atoll: New Species Records, Spatial Distribution, and Taxonomic Affinities with Neighboring Islands, Pacific Science, octobre 2010
- (en) Isabella A. Abbott, David L. Ballantine et Daniel C. O'Doherty, Morphological relationships within the genus Lophocladia (Rhodomelaceae, Rhodophyta) including a description of L. kuesteri sp nov from Hawaiʻi, Phycologia, juillet 2010
- (en) Isabella A. Abbott et David L. Ballantine, Veleroa setteana, n. sp (Rhodophyta: Rhodomelaceae), from the Hawaiian Archipelago, including Notes on the Generitype, Pacific Science, juillet 2012

L'abréviation standard de l'auteur I.A.Abbott est utilisée pour indiquer cette personne comme l'auteur lorsqu'on cite un nom botanique.